# Pactactes compactus
Pactactes compactus is een spinnensoort uit de familie van de krabspinnen (Thomisidae).
De wetenschappelijke naam van de soort werd in 1947 gepubliceerd door Reginald Frederick Lawrence.